# Sauherad

Wappen von Sauherad

Sauherad war eine norwegische Kommune in der Provinz Telemark. Ihr Verwaltungssitz lag in Akkerhaugen. Sauherad bildete zusammen mit Bø und Nome die Region Mitteltelemark. Im Zuge der Kommunalreform in Norwegen wurde Sauherad zum 1. Januar 2020 mit Bø zusammengelegt, wobei das Verwaltungszentrum in Bø liegt. Die Kommune trägt den Namen Midt-Telemark.

## Geographische Lage
Die Kommune Sauherad lag im Osten Telemarks, ca. 30 km von Skien und ca. 100 km von Oslo entfernt. Nachbarkommunen waren Kongsberg im Osten, Skien im Südwesten, Nome im Südwesten, Bø im Westen, und Notodden im Norden. Sauherad grenzte im Nordosten an die Provinz Buskerud. Südlich an Sauherad stieß der Norsjø, im Norden der Heddalsvatnet an. Die höchste Erhebung war der Vardefjell mit 815 moh. Im Westen grenzte das hügelige Gebiet Sauheradsfjella an.
Auf einer Fläche von 321,37 km² lebten 4293 Einwohner (Stand: 1. Januar 2019). Die Gemeinde gliederte sich in die Orte Hjuksebø, Nordagutu, Akkerhaugen, Gvarv und Hørte. Die Kommunennummer war 0822. Letzter Rådmann war Hans Erik Utne, letzter Bürgermeister Hans Sundsvalen (Ap).

## Verkehr
Sauherad wurde vom Riksvei 36, vom Fylkesvei 360 sowie von den kleineren Fylkesvei 44, 151, 551, 553, und 555 durchquert. Durch Sauherad führten die Sørlandsbanen und die Bratsbergbanen. Bahnhöfe befanden sich in Gvarv, Prestholt, Moen, Nordagutu, Holtsås, Hjuksebø, Dalsvatn; davon war aber nur noch der Bahnhof Nordagutu in Betrieb.

## Bildung
Gvarv besaß eine Schule von der 1. bis zur 10. Klasse. Weitere Schulen befanden sich in Akkerhaugen (1. bis 7.), Nordagutu (1. bis 4.) und Hjuksebø (1. bis 7. Klasse). In Gvarv lagen außerdem die Sagavoll Volkshochschule und eine öffentliche Bibliothek.

## Kultur und Sehenswürdigkeiten
In Sauherad befand sich eine mittelalterliche Kirche, die Sauherad-Kirche. Sie war eine von zwei Mittelalterkirchen der Gemeinde Sauherad und Nes. Da Sauherad eines der größten Apfelanbaugebiete Telemarks und Norwegens allgemein war, fand dort jährlich das Norsk Eplefest, also das norwegische Äpfelfest, statt. In Gvarv wurde seit 2005 das Musikfestival Kartfestivalen veranstaltet, das in der Region sehr bekannt war. In Akkerhaugen befand sich zudem der Patmos-Skulpturenpark.

## Persönlichkeiten
- Torgeir Augundsson (* 1801, † 1872), Streicher und Komponist
- Lars Fykerud (1860–1902), Musiker
- Olav Haukvik (1928–1992), Politiker
- Liv Holtskog (* 1934), Schriftstellerin
- Dag-Eilev Fagermo (* 1967), Fußballtrainer